# Panaropsis inaria
Panaropsis inaria is een vlindersoort uit de familie van de prachtvlinders (Riodinidae), onderfamilie Riodininae.
Panaropsis inaria werd in 1851 beschreven door Westwood.
De soort komt voor in het zuidoosten van Brazilië. Mannetjes hebben een voorvleugellengte van 17 millimeter, vrouwtjes van 21 millimeter.